# 五一水库 (博乐)
五一水库，位于中华人民共和国新疆维吾尔自治区博尔塔拉蒙古自治州博乐市市区西部博尔塔拉河上，是一座以灌溉为主，兼顾发电、防洪、水产养殖的中型拦河平原水库，水库于1976年建成，2007年完成主体除险加固，大坝为黏土心墙砂砾石坝，最大坝高为22米，坝长2700米。正常蓄水位为528.5米，总库容1960万立方米，坝址以上集水面积7394平方千米。坝后电站装机容量3×800千瓦。五一水库承担着下游8个农牧乡镇团场5.88万公顷的灌溉任务。